# Arkys kaszabi
Espèce
Synonymes
- Archemorus kaszabi Balogh, 1978

Arkys kaszabi est une espèce d'araignées aranéomorphes de la famille des Arkyidae.

## Distribution
Cette espèce est endémique de Nouvelle-Guinée orientale en Papouasie-Nouvelle-Guinée,. Elle se rencontre sur les monts Kaindi et Giluwe.

## Description
La carapace de la femelle holotype mesure 1,2 mm de long et l'abdomen 1,4 mm.

## Publication originale
- Balogh, 1978 : New Archemorus species (Araneae: Argyopidae). Acta Zoologica Hungarica, vol. 24, p. 1-25.